# 大気関係公害防止管理者
大気関係公害防止管理者（たいきかんけいこうがいぼうしかんりしゃ）は、公害防止管理者国家資格のうちの1つ。経済産業省、環境省管轄。
第一種、第二種、第三種及び第四種に分かれ、第一種はカドミウム・その化合物、塩素・塩化水素、ふっ素、ふっ化水素・ふつ化けい素、又は、鉛化合物を含むばい煙を発生する施設（大気関係有害物質発生施設）で、排出ガス量が1時間当たり4万m3以上の工場に設置されるもの、第二種は大気関係有害物質発生施設で、排出ガス量が1時間当たり4万m3未満の工場に設置されるもの、第三種は大気関係有害物質発生施設以外のばい煙発生施設で、排出ガス量が1時間当たり4万m3以上の工場に設置されるもの、第四種は大気関係有害物質発生施設以外のばい煙発生施設で、排出ガス量が1時間当たり4万m3未満の工場に設置されるもの。
国家試験は年1回(10月第1日曜日)、一般社団法人産業環境管理協会が実施する。

## 試験科目
第一種
1. 公害総論
2. 大気概論
3. 大気特論
4. ばいじん・粉じん特論
5. 大気有害物質特論
6. 大規模大気特論

第二種
1. 公害総論
2. 大気概論
3. 大気特論
4. ばいじん・粉じん特論
5. 大気有害物質特論

第三種
1. 公害総論
2. 大気概論
3. 大気特論
4. ばいじん・粉じん特論
5. 大規模大気特論

第四種
1. 公害総論
2. 大気概論
3. 大気特論
4. ばいじん・粉じん特論